# Esperó calcani
Un esperó calcani és un creixement ossi de la tuberositat del calcani (os del taló). Normalment, els esperons calcanis es detecten mitjançant una radiografia. És una forma d'exostosi.
Quan un peu està exposat a un estrès constant, s'acumulen dipòsits de calci a la part inferior de l'os del taló. En general, això no té cap efecte en la vida diària d'una persona. Tanmateix, els danys repetits poden fer que aquests dipòsits s'acumulin els uns sobre els altres, provocant una deformitat en forma d'esperó, anomenada esperó calcani (o del taló).
Un esperó calcani inferior es troba a la part inferior del calcani i normalment és una resposta a la fasciïtis plantar durant un període, però també es pot associar amb espondilitis anquilosant (normalment en nens). Un esperó calcani posterior es desenvolupa a la part posterior del taló en la inserció del tendó d'Aquil·les.
Un esperó calcani inferior consisteix en una calcificació del calcani, que es troba per sobre de la fàscia plantar a la inserció de la fàscia plantar. L'esperó calcani posterior és sovint gran i palpable a través de la pell i pot ser que s'hagi d'extirpar com a part del tractament de la tendinitis d'Aquil·les insercional.

## Signes i símptomes
Els símptomes principals consisteixen en dolor a la regió que envolta l'esperó, que normalment augmenta d'intensitat després de períodes prolongats de repòs. Els pacients solen explicar que el dolor al taló és més intens quan es desperten al matí.

## Causes
La fasciïtis plantar és una causa freqüent dels esperons. Quan es posa tensió al lligament de la fàscia plantar, no només causa fasciïtis plantar, sinó que provoca un esperó del taló (on la fàscia plantar s'uneix al calcani).

## Tractament
Sovint es a conseqüència d'una lesió d'estrès repetitiva i, per tant, la modificació de l'estil de vida és normalment el curs bàsic de les estratègies de tractament. Per exemple, una persona hauria de començar a fer entrenaments de peus i panxells. Els músculs forts dels panxells i de la part inferior de les cames ajudaran a eliminar l'estrès de l'os i prevenir els esperons del taló. Aplicar gel a la zona és una manera eficaç d'alleujar immediatament el dolor. També hi ha diversos mitjans per alleujar el dolor. El dolor del taló plantar pot ser un precursor de moltes patologies del peu. Hi ha proves que les injeccions de glucocorticoides poden reduir el dolor fins a un mes després de la injecció, la qual cosa pot tenir un impacte en la formació dels esperons. Els efectes secundaris de les injeccions de glucocorticoides inclouen lesions de nervis perifèrics, ruptura de la fàscia plantar i erupció posterior a la injecció, entre d'altres. La teràpia amb làser, l'agulla seca i l'embenat adhesiu (taping) també s'utilitzen per tractar el dolor del taló plantar, però no hi ha proves d'alta qualitat que donin suport a l'ús clínic d'aquestes modalitats per reduir el dolor.